# Ernesto Páramo Sureda
Ernesto Páramo Sureda ha sido director del Parque de las Ciencias de Granada hasta 2020, de cuyo Proyecto Museográfico fue autor en 1990 así como de sus distintas ampliaciones, incluida la del
BioDomo en 2016.
Máster en Antropología y Genética Forense y Licenciado en Derecho por la Universidad de Granada. Doctor en Ciencias de la Educación, con una tesis sobre museología científica. Entre otras disciplinas amplió estudios de “Museum Management” en el Museo Alemán de Ciencias (Múnich) donde además realizó una estancia como investigador invitado. Entre 2011 y 2017 fue miembro del Consejo Director de ECSITE, la Red Europea de Museos de Ciencia y Tecnología, con sede en Bruselas, que agrupa más de 300 museos de 50 países. Actualmente es vicepresidente de la Asociación Española de Museos de Ciencia y Tecnología.

## Biografía profesional
Entre otras distinciones tiene el Premio nacional de Divulgación Científica de la Fundación Española de Ciencia y las Reales Soc. de Física y Matemáticas (Ciencia en Acción 2006), el “Premio de Comunicación Científica 2011” de la Universidad de Granada, el Campus de la Salud de “Comunicación en biomedicina” y la medalla de honor de la Facultad de Medicina de Granada. 
Es autor de numerosos libros y catálogos de divulgación y educación. Ha pronunciado más de tres centenares de Conferencias, nacionales e internacionales (Italia, Francia, Túnez, Ecuador, Méjico, Grecia, Siria, Alemania, Egipto, Suecia) para Congresos, entidades y Universidades como la Internacional Menéndez Pelayo, para ICOM, el CNR en Roma o la Soc. Española de Paleontología. Fue ponente invitado en el Congreso Mundial de “Ciudades Educadoras”, Göteborg 1992 (Suecia). 

## Proyectos
Entre otros Proyectos Expositivos y Multimedia ha dirigido el Programa de Planetario "El Universo de Lorca", Exposiciones como “Anatomía. Viaje al Cuerpo Humano”, “Antártida, Estación Polar”, “Escher, Universos infinitos”, “Cerebro, viaje al interior” o el DVD interactivo “Viaje al interior del Cráneo”. Ha organizado 52 Exposiciones Temporales algunas en colaboración con importantes museos como el Natural History de Londres, la Cite del Espace de Toulouse, el de Ciencias Naturales de Barcelona o el AMNH de Nueva York. Promovió y fue Presidente del "1er Congreso sobre Comunicación Social de la Ciencia" en España y miembro de la Comisión redactora del Programa Nacional de Divulgación Científica del “Plan Nacional de I+D”.
Actualmente trabaja en el desarrollo del BioDomo, un espacio permanente dedicado a la Biodiversidad, el ExploraLAB (I+D en Comunicación Científica) y en la producción de varias Exposiciones Científicas Internacionales con el Museo de Historia Natural de Bruselas y el DASA de Dortmund. Asesora diversos Proyectos Culturales y a Museos de varios países y desarrolla una amplia actividad de formación en el ámbito de la Comunicación de la ciencia y su normalización en la cultura. Alguno de sus artículos son “El Conocimiento puede ser Contagioso” en la Revista QUARK o “El Museo Ornitorrinco” en ICOM España.

## Algunas Publicaciones
- Páramo Sureda, E. (1991). A Scuola in fattoria, nel Centro di innovazione educativa “Huerto Alegre”. En Esperienze a confronto. Perugia (Italia). Protagom editrice. pp. 133-136.
- Páramo Sureda, E. (Coord.) (1991). Avance del Proyecto: Parque de las Ciencias. Ayuntamiento de Granada.
- Páramo Sureda, E. (Dir.) (1991). 10 Años de Innovación Educativa. Granada: Edita H. Alegre SCA.
- Páramo Sureda, E. (1991). La educación ambiental, base formativa. Diario 16.
- Páramo Sureda, E., Ruiz, J., Díaz, M. L., Chirosa, M., Medina, J., Henares, I., Morón, E., Aguilar, L. y Buscarons, R. (1992). Caminando hacia el bosque: una propuesta de itinerario en Educación Ambiental. Sevilla: Junta de Andalucía.
- Páramo Sureda, E. (1992). Huerto Alegre: una aventura medioambiental. Cuadernos de Pedagogía, 199, pp. 48-53.
- Páramo Sureda, E., Ruiz, J., Díaz, M., Buscarons, R. Aguilar, L. (1994). Querido Planeta. 12 reflexiones sobre educación y medio ambiente. Granada. Proyecto Sur de Ediciones.
- Páramo Sureda, E., Henares, I. (1995). Le Parc des Sciences de Grenade. Public Understanding of Science in the Mediterranean, n.º 6. Túnez, Edita Cité des Sciences, pp. 45-55.
- Páramo Sureda, E. (Coord.) (2000). Comunicar la ciencia en el siglo XXI: I Congreso sobre Comunicación Social de la Ciencia, 25, 26 y 27 de marzo de 1999, Granada (Vols. I-II). Granada. Parque de las Ciencias.
- Páramo Sureda, E. (2000). Los nuevos museos de Ciencia: Comunicación inteligente e inteligible. En Páramo Sureda, E. (Coord.), Comunicar la ciencia en el siglo XXI: I Congreso sobre Comunicación Social de la Ciencia, 25, 26 y 27 de marzo de 1999, Granada. Vol I, pp. 169-178. Granada: Parque Ciencias. Proyecto Sur de Ediciones.
- Páramo Sureda, E. (2000). El Parque de las Ciencias de Granada. Alambique: Didáctica de las Ciencias Experimentales, 26, pp. 44-46.
- Páramo Sureda, E. (2001). Comunicación de la Ciencia: inteligente e inteligible. Alambique. Revista de Didáctica de las Ciencias Experimentales, 30, pp. 120-123.
- Páramo Sureda, E. (2002). Inercia. Nueva alfabetización. Comunicación Social. Un clima favorable. Sevilla. Instituto Desarrollo Regional, Fundación Universitaria. pp. 65-69.
- Páramo Sureda, E. (2002). Juego de lentes. Una metáfora sobre el periodismo científico. En: Crónicas en Verde. EGMASA. Jaén. pp. 136-137
- Páramo Sureda, E. (2003). El Conocimiento puede ser contagioso. El papel de los museos en la cultura científica. Quark, 28-29, pp.118-123.[10]
- Páramo Sureda, E. (2003). Ciencia y Centros de Divulgación Científica. En: La Ciencia es Cultura. Valencia. Libro I. Soc. de Gestión de la Ciudad de las Ciencias, Valencia. pp. 183-184.
- Páramo Sureda, E., Ruiz Núñez, J. y Medina Fernández, J. (2003). Parque de las Ciencias. Con luz propia. Granada: Consorcio Parque de las Ciencias.
- Páramo Sureda, E. (2005). ¿Ciencia o espectáculo? Presentar la ciencia en una sociedad democrática. En: Actas de las XXI Jornadas de la Sociedad Española de Paleontología: Sevilla 4-8 de octubre de 2005 (pp. 9-10).[11]
- Páramo Sureda, E. (2005). Comunicación contemporánea e integración de espacios abiertos. En: 1.er Encuentro Internacional Tecnologías para una Museografía Avanzada: Madrid, 21-23 de noviembre de 2005 (I, pp. 1-12). ICOM-España.[12]
- Páramo Sureda, E. (2005). ¿Serían los museos interactivos muy diferentes si partieran de una gran colección? Hacer que los objetos hablen. Quark, 35, pp. 37-41.[13]
- Páramo Sureda, E. (2005). Mesa: La educación de los métodos y la creatividad. En: Sin Ciencia no hay Cultura. La Coruña. Edita Ayuntamiento de La Coruña, p. 51.
- Páramo Sureda, E. (2007). Ciencia multimedia en el Parque de las Ciencias. Enseñar ciencia. CEP. Revista de los centros del profesorado de Andalucía, 12, Sevilla, pp. 57-63.
- Páramo Sureda, E. (2007). Dirección. Faraday. Una vida al servicio de la ciencia y la comunidad. Granada. Parque de las Ciencias.
- Fernández Márquez, M. y Páramo Sureda, E. (Eds.) (2008). Estudio sobre el impacto socioeconómico del Parque de las Ciencias y perfil sociológico del visitante 2007-2015. Granada: Parque de las Ciencias.
- Páramo Sureda, E. (2008). Lugar de encuentro e inspiración. En: Parque de las Ciencias, Granada. pp. 5-7. Barcelona. Editorial ACTAR.
- Páramo Sureda, E. (2009). Contar la ciencia desde los Museos. En: González Valverde, A. (Ed.) Contar la Ciencia (pp. 247-259). Murcia: Fundación Séneca.[14]
- Páramo Sureda, E. (2010). El museo “ornitorrinco”. La ampliación del Parque de las Ciencias: Nuevos medios para nuevos tiempos”. En: 5.º Encuentro Internacional Actualidad en Museografía: Palencia del 1 al 3 de octubre de 2009 (pp. 161-182). ICOM-España.[15]
- Páramo Sureda, E. (2012). Granada´s Science City Journey. Bruselas: Ecsite Newsletter. Outoum 2012. Issue 92, p. 7.
- Páramo Sureda, E. (2016). Museos de Ciencia hoy. Investigación y Ciencia, 476, p. 60.[16]
- Páramo Sureda, E. (2016) El Parque de las Ciencias en 2016: Un híbrido mutante. En: La ciencia en el museo. Museos y centros de ciencia en España. Comité Español ICOM CE. n.º 13 Revista Digital.[17]
- Omedes, A., Páramo Sureda, E. (2017). Natural History Museums and Science Centers: Evolution from Cabinets to Museums to… En: The Future of Natural History Museums. Dorfman. ICOM. E. Pittsburg USA (en edición).
- Paramo Sureda, E. (2017). Origen y evolución de los museos

y centros interactivos de ciencia en España.
El caso del Parque de las Ciencias
de Granada. Tesis doctoral. Universidad de Granada.